# アラン・ボール (脚本家)
アラン・ボール（Alan Ball、1957年5月13日 - ）は、アメリカ合衆国ジョージア州アトランタ出身の脚本家・映画プロデューサー。
フロリダ州立大学で学ぶ。1995年から1998年までシヴィル・シェパード主演のテレビシリーズ "Cybill" の脚本を書く。また、舞台作品の脚本も手がけている。1999年には『アメリカン・ビューティー』の脚本でアカデミー賞とゴールデングローブ賞を受賞。2001年からはテレビシリーズ『シックス・フィート・アンダー』の制作・監督・脚本を手がけ、高い評価を得た。 ゲイであることを公表しており、そうしたテーマも多く手がけている。

## 主な作品

### テレビドラマ
- シックス・フィート・アンダー Six Feet Under （2001 - 2005）監督・企画・製作総指揮
- トゥルーブラッド True Blood （2008）監督・企画・製作総指揮
- バンシー Banshee (2013-2016) 製作総指揮

### 映画
- アメリカン・ビューティー American Beauty （1999）脚本
- フランクおじさん Uncle Frank (2020) 監督・脚本・製作